# Isérables
Isérables és un municipi suís del cantó del Valais situat al districte de Martigny, a la riba esquerra del Roine.

## Història
L'edat del ferro i les troballes romanes proporcionen evidència d'un assentament primerenc. El lloc va ser esmentat per primera vegada l'any 1227 amb el nom d'Aserablos. L'any 1324 el lloc s'anomenava Yserablo. Durant l'edat mitjana el lloc va pertànyer a diversos governants, entre ells: els senyors de Turn, el bisbe de Sion i el ducat de Savoia. Els anys 1691 i 1881 el poble va quedar molt malmès per grans incendis. Aleshores les cases van ser reconstruïdes en part amb pedra. La independència va ser concedida a la comunitat el 13 de març de 1798.
A causa de la situació topogràfica en fort pendent, els veïns van viure durant molt de temps aïllats i de fet independents. Només un camí assegurava la connexió amb la vall. Per tant, els residents van crear extenses terrasses de conreu en el terreny costerut per al cultiu de gra i patates i van construir petits edificis d'emmagatzematge, els anomenats raccards. Això encara configura avui la imatge del poble. La situació només va canviar amb la construcció del telefèric Riddes–Isérables el 1942 i una carretera a mitjans dels anys setanta. A les dècades de 1950 i 1960 es van construir les primeres fàbriques de rellotgeria al terreny costerut. L'any 1970 es van construir els primers ferrocarrils de muntanya al Maiensäss Les Prarions. Tanmateix, el desenvolupament turístic s'ha mantingut en un nivell modest fins als nostres dies.

## Economia

### Ús del sól
La superfície total del poble és 1.532 hectàrees. La distribució de la superfície segons l'ús del sól és la següent:
- Superfície forestal: 771 hectàrees
- Superfície agrícola: 337 hectàrees
- Superfície d'habitatges i infraestructures: 42 hectàrees
- Superfície improductiva: 382 hectàrees

### Serradores
La vella serradora a Isère Plantorny va ser construïda a Plantorny al marge esquerre de la vall de Faraz, probablement a principis de 1890. Per desgràcia, se la va endur riu el 1895.
El 1896 va ser construïda una nova serradora, aquesta vegada a la riba dreta. Encara es pot veure l'edifici.
El 1945 es va construir una serradora elèctrica a la localitat. No obstant això, el funcionament de la vella serradora va continuar fins al 1957. Fins ara, la Municipalitat d'Isère ha permès explotar les instal·lacions a la companyia Gran Dixence Faraz. El curs del riu va ser desviat parcialment i el flux d'aigua va ser insuficient pel funcionament de la serradora; tot i ser improductiva, es va mantenir fins aproximadament la dècada de 1970. Després, a poc a poc, es va anar deteriorant. A principis de 1990, la Comuna d'Isere, amb la seva Comissió de Cultura, va portar a terme les mesures necessàries per a la seva restauració.

### Elsraccards
Els raccards són magatzems de gra, construïts en fusta, sobre pilars coberts amb grans pedres planes i rodones, amb la finalitat que els rosegadors no puguin tenir accés al gra. Les característiques dels raccard són: tenen un passadís central, i a banda i banda del passadís, es divideixen en diverses parts d'acord amb el nombre de propietaris, sovint quatre o sis en una sola planta. Només hi ha una porta ampla. Al voltant dels magatzems de gra, hi ha galeries cobertes pels ràfecs, que també són utilitzades per a l'emmagatzematge de palla de blat o fenc. Els sostres esta coberts amb teules de làrix. Els magatzems de gra van ser construïts sovint fora del poble, prop de les plantacions i de forma conjunta, per utilitzar la menor superfície cultivable possible.